# 高瞻 (前燕)
高 瞻（こう せん、生年不詳 - 319年）は、五胡十六国時代の人物。字は子前。本貫は渤海郡蓨県。高約（高湖の曾祖父の高隠の兄）の子。

## 生涯
西晋に仕え、尚書郎に任じられていた。
永嘉の乱の混乱時、故郷に帰って父老らと今後のことを議した。高瞻は「朝廷の政治は振るわず、兵乱は雲のように沸き立っている。この郡は豊かであり、海や河で守られているが、もし賊兵が毎年荒らせば、必ず敵の手に落ち、安全な所だと言えなくなるだろう。王彭祖（王浚）は幽州の薊に拠り、燕・代の財をもって富国強兵を行い、身を寄せるには申し分ない。諸君らはどう思う？」と問うた。父老らは高瞻の案に同意、叔父の高隠とともに数千家を率いて幽州へ移住した。
しかし、王浚は常に政令を蔑ろにする無軌道な統治を行い、これに失望した高瞻らは平州刺史崔毖に付き従って遼東に移った。
319年12月、崔毖は遼東を支配したものの、士民の多くは鮮卑慕容部の大人慕容廆に帰順したことに不満を抱いた。崔毖は慕容廆が士民を抑留していると考え、討伐を目論んだ。高句麗・段部・宇文部に使いを送り、ともに慕容廆を滅ぼすことを約し、慕容部の領地を分割しようと持ちかけた。これを知った高瞻は力諫するものの、崔毖は従わなかった。
高句麗・段部・宇文部は慕容廆討伐に失敗、慕容廆はこれが崔毖の企むであることを知ると降伏を呼びかけた。恐れた崔毖は高句麗に逃亡、慕容廆は将軍張統に高句麗軍が拠る河城を急襲して、高句麗の将の如奴子を捕らえた。高瞻は崔燾・韓恒・石琮と千余家とともに棘城に送られ、慕容廆から賓客として礼遇された。
318年、慕容廆は高瞻の才器を高く評価して将軍に任じようとしたが、高瞻は病と称して就かなかった。病を理由に固辞されると、慕容廆は幾度も高瞻の元を訪れ、その胸を撫でながら、大禹が「西羌」の人、周文王が「東夷」の人であることを挙げながら、「君の病の原因はこちら側にあるのだろう。今、晋室は騒乱の最中にあり、我は諸君と共に世難を清め、帝室（晋の皇帝）を翊戴しようと思っているのだ。君は中州（中原）の名族であるが、同じ願いを持つ者同士がどうして華夷（漢人と異民族）の違いで疎遠にならなければならないのか! そもそも、功業を建てる為にはただ志や計略を問うべきであり、そこでどうして華夷を問うに足りようか!」と、言葉を尽くして翻意を促したが起きることはなかった。慕容廆は不快となったものの、主簿宋該が高瞻の処断を勧めても従うことはなかった。これを聞いた高瞻は不安になり、憂いにより亡くなった。

## 人物・逸話
幼い頃から英武豪爽、俊才であると謳われ、身長八尺二寸の偉丈夫であったという。

## 家系

### 父
- 高約

### 叔父
- 高隠

### 子
- 高開
- 高商